# Frederik Dessau
Frederik Dessau (født 15. september 1927 i København, død 31. december 2019) var forfatter til en lang række essayistiske bøger. Frederik Dessau har arbejdet med teater og tv som kritiker, dramaturg, oversætter og instruktør – og været programmedarbejder på Danmarks Radio. Han var søn af Villy Martin Dessau og Ellen Vibeke Sølling Monberg, gift med Birgitte Eskildsen f. Fowler Lund og far til Masja og Louise Dessau.
1947 blev han nysproglig student, journalistelev på Fyens Stiftstidende 1951 til 1954 teatermedarbejder ved Dagens Nyheder 1954 til 1961, dramaturg ved TV-Teatret, Danmarks Radio 1961 til 1972, pressesekretær, programredaktør og senere dramaturg ved Det Kgl. Teater 1966 til 1973. Fra 1974 til 1997 var han programmedarbejder i Kultur- og Samfundsafdelingen i Danmarks Radios P1. I 2008 var han med til at starte den netbaserede Den2Radio. Her fungerede han som programmedarbejder.
Dessau har oversat skuespil og arbejdet som sceneinstruktør. 1990 debuterede han som forfatter med en bog om Anton Tjekhov og har siden i forlængelse af sit radioarbejde udgivet flere bøger. 2016 skrev Frederik Dessaus bogen "Efter min mening", hvor han i sin karakteristiske essayform gør sig personlige og etiske overvejelser over sit eget og andres liv.

## Bøger
- Anton Tjechov - Om den russiske forfatter Anton Tjechovs (1860-1904) liv og forfatterskab.
- Livet på rejse - Fra Toscanas blide bjerge beretter Frederik Dessau om steder og mennesker på en rejse i det italienske forår.
- Det bedste sovemiddel og andre overvejelser - Dessau skriver om den øjeblikkelige tid og tilværelsen i almindelighed – indimellem også sin egen.
- Ene og alene - En bog om ensomhed
- Hjertets brød - Med udgangspunkt i en opskrift på det daglige brød skriver Dessau om almene og fællesmenneskelige emner.
- Hvor bliver tiden af - I bogen kaster Dessau lys over det mysterium, der hedder tiden – og over vores holdning til mysteriet.
- Næsten - En bog om at være sammen.
- En lille bog om kærlighed Gyldendal

## Hædersbevisninger
- 1988 Kryger-prisen
- 1994 Svend Bergsøes Fonds Formidlerpris
- 1999 Modersmål-Prisen
- Flere rejselegater fra Statens Kunstfond.
- 2006 Livsvarig ydelse fra Statens Kunstfond.